# Universidad Estatal de Tiflis
La Universidad Estatal de Tiflis (UET) (georgiano: თბილისის ივანე ჯავახიშვილის სახელობის სახელმწიფო უნივერსიტეტი) fue fundada el 8 de febrero de 1918 en Tiflis, Georgia. Es la Universidad más antigua del Cáucaso. Cuenta con más de 35.000 alumnos y 5.000 trabajadores entre profesores y colaboradores.
La Universidad cuenta con cinco sucursales en diferentes regiones de Georgia, 6 facultades, alrededor de 60 científicos en los centros de investigación y una biblioteca científica, 7 museos, una editorial y una imprenta para su periódico, Tbilisis Universiteti.
El principal fundador de la Universidad fue el conocido historiador georgiano Ivane Javakhishvili. El profesor Petre Melikishvili, un conocido químico georgiano, fue elegido el primer rector de UET.
En 1991 Roin Metreveli fue nombrado rector de la Universidad Estatal de Tiflis. En 1992 a través de su arduo trabajo y la presión, la Universidad Estatal de Tiflis recuperó su condición de institución autónoma, la cual había perdido en 1926. 
Durante la Revolución de las rosas en noviembre de 2003, algunos estudiantes de la Universidad Estatal de Tiflis fueron bastante activos en el movimiento.
El rector de la UET desde 2006 es el profesor Giorgi Khubua.
Hoy en día, la UET incluye 6 facultades: Derecho, Economía y Negocios, Humanidades, Medicina, Ciencias Sociales y Políticas, Exactas y Ciencias Naturales.
- Datos: Q37008
- Multimedia: Tbilisi State University / Q37008